# 柳應辰
柳應辰（1450年—？），字拱之，湖廣岳州府巴陵縣人，民籍。明朝政治人物。同進士出身。

## 生平
湖廣鄉試第二十二名。成化五年（1469年）參加乙丑科會試第八十九名，殿試登進士第三甲第一百二十八名，历官刑部主事、郎中，出为四川兵备副使。累官都察院右副都御史，巡抚顺天。正德初年，刘瑾黜其为民。刘瑾伏诛，复官，未任卒。

## 家族
曾祖父柳正華、祖父柳冕，曾任訓導、父亲柳玠，曾任教諭。